# يغئال غويطة
يغئال غويطة (بالعبرية: ניסן יגאל גואטה، من مواليد 18 مارس 1966) سياسي إسرائيلي يشغل حاليا منصب عضو في الكنيست عن حزب شاس.